# 55.ª edición de los Premios Grammy
La 55.ª edición de los Premios Grammy se celebró el 10 de febrero de 2013 en el Staples Center de Los Ángeles, en reconocimiento a los logros discográficos alcanzados por los artistas musicales durante el año anterior. El evento fue presentado por segunda vez por el rapero LL Cool J y fue televisado en directo en Estados Unidos por CBS.
Dan Auerbach fue el gran triunfador obteniendo un total de cinco galardones (incluyendo tres como parte de The Black Keys); seguido de The Black Keys, Gotye, Jay-Z, Skrillex, Kanye West que ganaron tres respectivamente; así como Chick Corea, Fun, Kimbra, Mumford & Sons, Frank Ocean, Matt Redman y Esperanza Spalding con dos premios.
Antes de la ceremonia principal televisada se celebraron otros eventos relacionados. 
En una gala previa celebrada horas antes de la principal en el Nokia Theatre y presentada por David Alan Grier, fueron otorgados 70 del total de 81 galardones que conforman los Grammy, dejando 11 para su entrega durante la ceremonia principal. Este evento fue transmitido en directo internacionalmente mediante streaming desde el sitio web oficial de los Grammy, así como de CBS.
Dos días antes de la ceremonia principal, el 8 de febrero de 2013, tuvo lugar la 23.ª Gala benéfica de los Grammy en el Centro de Convenciones de Los Ángeles. En ella Bruce Springsteen recibió el premio especial Persona del año MusiCares.
El póster oficial de esta edición fue diseñado por la artista Erika Iris Simmons.

## Actuaciones y presentadores

### Actuaciones
Previo
- Krishna Das
- Eighth Blackbird
- John Fullbright
- Hugh Masekela
- Tyrese
- Elle Varner

Ceremonia televisada
| Artistas                                                                                            | Canciones                                                                                                |
| --------------------------------------------------------------------------------------------------- | --- |
| Taylor Swift                                                                                        | "We Are Never Ever Getting Back Together" (opening)                                                      |
| Elton John Ed Sheeran                                                                               | "The A Team"                                                                                             |
| Fun                                                                                                 | "Carry On"                                                                                               |
| Miranda Lambert Dierks Bentley                                                                      | "Over You" Home"                                                                                         |
| Miguel Pimentel Wiz Khalifa                                                                         | "Adorn"                                                                                                  |
| Mumford & Sons                                                                                      | "I Will Wait"                                                                                            |
| Justin Timberlake Jay-Z                                                                             | "Suit & Tie" Pusher Love Girl"                                                                           |
| Maroon 5 Alicia Keys                                                                                | "Daylight" Girl on Fire"                                                                                 |
| Rihanna Mikky Ekko                                                                                  | "Stay"                                                                                                   |
| Dr. John The Preservation Hall Jazz Band The Black Keys                                             | "Lonely Boy"                                                                                             |
| Kelly Clarkson                                                                                      | Tributo a Patti Page y homenaje a Carole King "Tennessee Waltz" (You Make Me Feel Like) A Natural Woman" |
| Bruno Mars Rihanna Sting Damian Marley Ziggy Marley                                                 | Tributo a Bob Marley "Locked Out of Heaven" Walking on the Moon" Could You Be Loved"                     |
| The Lumineers                                                                                       | "Ho Hey"                                                                                                 |
| Jack White Ruby Amanfu                                                                              | "Love Interruption" Freedom at 21"                                                                       |
| Carrie Underwood                                                                                    | "Blown Away" Two Black Cadillacs"                                                                        |
| Stanley Clarke Chick Corea Kenny Garrett                                                            | Tributo a Dave Brubeck "Take Five"                                                                       |
| Zac Brown Brittany Howard Elton John Mumford & Sons Mavis Staples T Bone Burnett (director musical) | Tributo a Levon Helm "The Weight"                                                                        |
| Juanes                                                                                              | "Your Song"                                                                                              |
| Frank Ocean                                                                                         | "Forrest Gump"                                                                                           |
| Travis Barker Chuck D LL Cool J Tom Morello DJ Z-Trip                                               | Tributo a Adam Yauch "Whaddup" "No Sleep till Brooklyn"                                                  |

### Presentadores
Previo
- Radmilla Cody
- Janis Ian
- Kaskade
- Britt Nicole
- Manuel Valera

Ceremonia televisada
- Jennifer López y Pitbull — presentaron la Mejor interpretación de pop solista
- Neil Patrick Harris — presentó a Fun
- John Mayer y Bonnie Raitt — presentaron a Dierks Bentley y Miranda Lambert
- Miguel Pimentel y Wiz Khalifa — presentaron la Mejor interpretación de country solista
- Faith Hill y Tim McGraw — presentaron la Canción del año
- Johnny Depp — presentó a Mumford & Sons
- Beyoncé y Ellen DeGeneres — presentaron a Justin Timberlake
- Dave Grohl y Pauley Perrette — presentaron la Mejor interpretación de rock
- Kelly Rowland y Nas — presentaron el Mejor álbum urbano contemporáneo
- Keith Urban y Kaley Cuoco — presentaron el Mejor álbum de pop vocal
- Carly Rae Jepsen y Ne-Yo — presentaron Best Rap/Sung Collaboration
- Kelly Clarkson — presentó el Mejor álbum de country
- Kat Dennings — presentó a The Black Keys
- Katy Perry — presentó el Mejor artista novel
- Hunter Hayes — presentó a Carrie Underwood
- Prince — presentó la Grabación del año
- Adele — presentó el Álbum del año

## Ganadores y nominados

### Generales
Grabación del año
- «Somebody That I Used to Know» — Gotye con Kimbra (intérpretes), Wally De Backer (producción), Wally De Backer y Francois Tetaz (ingenieros de sonido, mezcla), William Bowden (masterización)
- «Thinkin Bout You» — Frank Ocean (intérprete y productor), Jeff Ellis, Pat Thrall y Marcos Tovar (ingenieros de sonido, mezcla), Vlado Meller (masterización)
- «We Are Never Ever Getting Back Together» — Taylor Swift (intérprete), Max Martin, Shellback & Taylor Swift (producción), Serban Ghenea, Sam Holland, Michael Ilbert y John Hanes (ingenieros de sonido, mezcla), Tom Coyne (masterización)
- «Lonely Boy» — The Black Keys (intérpretes), The Black Keys y Danger Mouse (producción), Tom Elmhirst y Kennie Takahashi (ingenieros de sonido, mezcla), Brian Lucey (masterización)
- «Stronger (What Doesn't Kill You)» — Kelly Clarkson (intérprete), Greg Kurstin (producción), Serban Ghenea, John Hanes, Greg Kurstin y Jesse Shatkin (ingenieros de sonido, mezcla), Chris Gehringer (masterización)
- «We Are Young» — Fun con Janelle Monáe (intérpretes), Jeff Bhasker (producción), Andrew Dawson, Ken Lewis, Pawel Sek & Stuart White (ingenieros de sonido, mezcla), Chris Gehringer (masterización)

Álbum del año
- Babel — Mumford & Sons
- Channel Orange — Frank Ocean
- Blunderbuss — Jack White
- El Camino — The Black Keys
- Some Nights — Fun

Canción del año
- «We Are Young» — Fun con Janelle Monáe, del álbum Some Nights
- «The A Team» — Ed Sheeran, del álbum "+"
- «Adorn» — Miguel Pimentel
- «Call Me Maybe» — Carly Rae Jepsen
- «Stronger (What Doesn't Kill You)» — Kelly Clarkson

Mejor artista novel
- Fun.
- Hunter Hayes
- The Lumineers
- Frank Ocean
- Alabama Shakes

### Alternativa
Mejor álbum de música alternativa
- Making Mirrors — Gotye
- The Idler Wheel — Fiona Apple
- Biophilia — Björk
- Hurry Up, We're Dreaming — M83
- Bad as Me — Tom Waits

### Clásica
Mejor interpretación orquestal
- Adams: Harmonielehre & Short Ride in a Fast Machine — Michael Tilson Thomas (director) & Orquesta Sinfónica de San Francisco
- Mahler: Sinfonía n.º 1 — Iván Fischer (director) & Orquesta del Festival de Budapest
- Music for a Time of War — Carlos Kalmar (director) & Orquesta Sinfónica de Oregón
- Rachmaninov: Danzas sinfónicas — Valery Gergiev (director) & Orquesta Sinfónica de Londres
- Sibelius: Sinfonías n.º 2 & 5 — Osmo Vänskä (director) & Orquesta de Minnesota

Mejor grabación de ópera
- Wagner: Der Ring Des Nibelungen — Jay David Saks (productor); James Levine y Fabio Luisi (directores); Hans-Peter König, Jay Hunter Morris, Bryn Terfel y Deborah Voigt (cantantes líricos); Metropolitan Opera Orchestra & Chorus
- Berg: Lulu — Johannes Müller (productor); Michael Boder (director); Paul Groves, Ashley Holland, Julia Juon y Patricia Petibon (cantantes líricos); Orquesta Sinfónica del Gran Teatro del Liceo
- Handel: Agrippina — René Jacobs (director); Marcos Fink, Sunhae Im, Bejun Mehta, Alexandrina Pendatchanska y Jennifer Rivera (cantantes líricos); Akademie Für Alte Musik Berlin
- Stravinsky: The Rake's Progress — Jean Chatauret (productor); Vladímir Yúrovski (director); Topi Lehtipuu, Miah Persson y Matthew Rose (cantantes líricos); London Philharmonic Orchestra & Glyndebourne Chorus
- Vivaldi: Teuzzone — Jordi Savall (director); Delphine Galou, Paolo Lopez, Roberta Mameli, Raffaella Milanesi y Furio Zanasi (cantantes líricos); Le Concert des Nations

Mejor interpretación coral
- Life & Breath. Choral Works By René Clausen — Charles Bruffy (director); Matthew Gladden, Lindsey Lang, Rebecca Lloyd, Sarah Tannehill y Pamela Williamson (cantantes líricos); Kansas City Chorale
- Ligeti: Requiem; Apparitions; San Francisco Polyphony — Peter Eötvös (director); Barbara Hannigan y Susan Parry (cantantes líricos), Orquesta Sinfónica de la WDR de Colonia; SWR Vokalensemble Stuttgart & WDR Rundfunkchor Köln
- The Nightingale — Stephen Layton (director); Michala Petri (flautista) & Danish National Vocal Ensemble
- Striggio: Mass For 40 & 60 Voices — Hervé Niquet (director) & Le Concert Spirituel
- Handel: Israel in Egypt — Julian Wachner (director); Trinity Baroque Orchestra & Trinity Choir Wall Street

Mejor interpretación de conjunto musical pequeño o música de cámara
- Meanwhile — Eighth Blackbird
- Mind Meld — ZOFO Duet
- Profanes Et Sacrées — Boston Symphony Chamber Players
- Rupa-Khandha — Los Angeles Percussion Quartet
- Americana — Modern Mandolin Quartet

Mejor solista vocal clásico
- Poèmes — Renée Fleming (solista); Alan Gilbert y Seiji Ozawa; Orquesta Nacional de Francia & Orchestre philharmonique de Radio France
- Sogno Barocco — Anne Sofie Von Otter (solista); Leonardo García Alarcón; Sandrine Piau y Susanna Sundberg, Cappella Mediterranea
- Debussy: Clair de Lune — Natalie Dessay (solista); Henri Chalet; Philippe Cassard, Karine Deshayes y Catherine Michel; Jeune Chœur de Paris
- Homecoming. Kansas City Symphony Presents Joyce DiDonato — Joyce DiDonato (solista); Michael Stern & Kansas City Symphony
- Paris Days, Berlin Nights — Ute Lemper (solista); Stefan Malzew & Vogler Quartet

Mejor solista instrumental clásico
- Kurtág & Ligeti: Music For Viola — Kim Kashkashian (solista)
- Bach: Das Wohltemperierte Klavier — András Schiff (solista)
- The Complete Harpsichord Works Of Rameau — Jory Vinikour (solista)
- Gál & Elgar: Cello Concertos — Antônio Meneses (solista); Claudio Cruz & Northern Sinfonia
- Holst: The Planets — Hansjörg Albrecht (solista)

Mejor compendio musical clásico
- Penderecki: Fonogrammi; Horn Concerto; Partita; The Awakening Of Jacob; Anaklasis — Antoni Wit (director); Aleksandra Nagórko y Andrzej Sasin (productores)
- Une Fête Baroque — Emmanuelle Haïm (director); Daniel Zalay (productor)
- Partch: Bitter Music — Partch (conjunto); John Schneider (productor)

Mejor composición clásica contemporánea
- Hartke: Meanwhile. Incidental Music To Imaginary Puppet Plays — Stephen Hartke (compositor); Eighth Blackbird
- León: Inura For Voices, Strings & Percussion — Tania León (compositora); Tania León, Son Sonora Voices, DanceBrazil Percussion & Son Sonora Ensemble
- Praulins: The Nightingale — Ugis Praulins (compositor); Stephen Layton, Michala Petri; Danish National Vocal Ensemble
- Rautavaara: Concierto para violonchelo n.º 2 "Towards the Horizon" — Einojuhani Rautavaara (compositor); Truls Mørk, John Storgårds; Orquesta Filarmónica de Helsinki
- Stucky: August 4, 1964 — Steven Stucky (compositor), Gene Scheer (libretista); Jaap Van Zweden; Dallas Symphony Orchestra & Chorus

### Composición y arreglos
Mejor composición instrumental
- «Mozart Goes Dancing» — Chick Corea y Gary Burton; Chick Corea (compositor), del álbum Hot House
- «Music Of Ansel Adams: America» — Temple University Symphony Orchestra; Chris Brubeck y Dave Brubeck (compositores)
- «Overture, Waltz And Rondo» — Temple University Symphony Orchestra; Bill Cunliffe (compositor)
- «Without A Paddle» — Tall & Small; Bill Holman (compositor), del álbum High On You
- «December Dream» — Fourplay; Chuck Loeb (compositor), del álbum Esprit De Four

Mejor arreglo, instrumental o a capela
- «How About You» — Gil Evans (arreglista); Gil Evans Project del álbum Centennial - Newly Discovered Works Of Gil Evans
- «Irrequieto» — Bob Mintzer (arreglista); Bob Mintzer Big Band del álbum For the Moment
- «A Night In Tunisia (Actually An Entire Weekend!)» — Wally Minko (arreglista); Arturo Sandoval, del álbum Dear Diz (Every Day I Think of You)
- «Salt Peanuts! (Maní salado)» — Gordon Goodwin (arreglista); Arturo Sandoval del álbum Dear Diz (Every Day I Think of You)
- «Afro-Cuban Jazz Suite For Ellington» — Michael Philip Mossman (arreglista); Bobby Sanabria Big Band del álbum Multiverse

Mejor arreglo instrumental con acompañamiento vocal
- «City Of Roses» — Thara Memory y Esperanza Spalding (arreglistas); Esperanza Spalding del álbum Radio Music Society
- «Look to the Rainbow» — Gil Evans (arreglista); Gil Evans Project y Luciana Souza del álbum Centennial - Newly Discovered Works Of Gil Evans
- «Out There» — Shelly Berg (arreglista); Lorraine Feather del álbum Tales of the Unusual
- «Spain (I Can Recall)» — Vince Mendoza (arreglista); Al Jarreau And The Metropole Orkest del álbum Live
- «Wild is the Wind» — Nan Schwartz (arreglista); Whitney Claire Kaufman del álbum The Greatest Film Scores of Dimitri Tiomkin

### Composición para medio visual

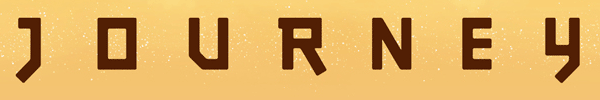
Journey se convirtió en el primer videojuego en recibir una nominación en la categoría mejor banda sonora para un medio visual

Mejor recopilación de banda sonora para medio visual
- Midnight in Paris — Varios intérpretes
- Los Muppets — Varios intérpretes
- La era del rock — Varios intérpretes
- Los descendientes — Varios intérpretes
- Marley — Bob Marley & The Wailers

Mejor banda sonora para medio visual
- The Girl with the Dragon Tattoo — Trent Reznor y Atticus Ross (compositores)
- Hugo — Howard Shore (compositor)
- Journey — Austin Wintory (compositor)
- Las aventuras de Tintín: el secreto del Unicornio — John Williams (compositor)
- The Artist — Ludovic Bource (compositor)
- The Dark Knight Rises — Hans Zimmer (compositor)

Mejor canción escrita para medio visual
- «Safe & Sound» de Los juegos del hambre — Taylor Swift con The Civil Wars (intérpretes); T Bone Burnett, Taylor Swift, John Paul White y Joy Williams (compositores)
- «Abraham's Daughter» de Los juegos del hambre — Arcade Fire
- «Learn Me Right» de Brave — Mumford & Sons
- «Let Me Be Your Star» de Smash — Katharine McPhee y Megan Hilty (intérpretes); Marc Shaiman y Scott Wittman (compositores)
- «Man Or Muppet» de Los Muppets — Jason Segel y Walter (intérpretes); Bret McKenzie (compositor)

### Country
Mejor interpretación de country solista
- «Blown Away» — Carrie Underwood, del álbum Blown Away
- «Home» — Dierks Bentley
- «Springsteen» — Eric Church
- «Cost Of Livin'» — Ronnie Dunn
- «Wanted» — Hunter Hayes
- «Over» — Blake Shelton

Mejor interpretación country, dúo o grupo
- «Pontoon» — Little Big Town
- «Safe & Sound» — Taylor Swift y The Civil Wars
- «On The Outskirts Of Town» — The Time Jumpers
- «I Just Come Here For The Music» — Don Williams con Alison Krauss
- «Even If It Breaks Your Heart» — Eli Young Band

Mejor canción country
- ' «Blown Away» — Carrie Underwood, del álbum Blown Away
- «Cost Of Livin'»— Ronnie Dunn
- «Even If It Breaks Your Heart» — Eli Young Band
- «So You Don't Have To Love Me Anymore» — Alan Jackson
- «Springsteen» — Eric Church

Mejor álbum de música country
- Uncaged — Zac Brown Band
- Hunter Hayes — Hunter Hayes
- Living For A Song: A Tribute To Hank Cochran — Jamey Johnson
- Four The Record — Miranda Lambert
- The Time Jumpers — The Time Jumpers

### Dance / electrónica
Mejor grabación dance
- «Bangarang» — Skrillex con Sirah; Skrillex (productores/mezcladores)
- «Levels» — Avicii (intérprete); Tim Bergling y Ash Pournouri (productores), Tim Bergling (mezclador)
- «Let's Go» — Calvin Harris con Ne-Yo (intérpretes); Calvin Harris (productor/mezclador)
- «Don't You Worry Child» — Swedish House Mafia con John Martin (intérpretes); Steve Angello, Axwell y Sebastian Ingrosso (productores/mezcladores)
- «I Can't Live Without You» — Al Walser (productor/mezclador/intérprete)

Mejor álbum de dance/electrónica
- Bangarang — Skrillex
- Wonderland — Steve Aoki
- Don't Think — The Chemical Brothers
- Album Title Goes Here — Deadmau5
- Fire & Ice — Kaskade

### Espectáculo musical
Mejor álbum de espectáculo musical
- Once: A New Musical — Steve Kazee y Cristin Milioti (intérpretes); Steven Epstein y Martin Lowe (producción); Glen Hansard y Markéta Irglová (compositores/letristas)
- Follies — Danny Burstein, Jan Maxwell, Elaine Paige, Bernadette Peters y Ron Raines (intérpretes); Philip Chaffin y Tommy Krasker (producción); Stephen Sondheim (compositor/letrista)
- The Gershwins' Porgy And Bess — David Alan Grier, Norm Lewis y Audra McDonald (intérpretes); Tommy Krasker (producción); George Gershwin (compositor); Ira Gershwin, Dorothy Heyward y DuBose Heyward (letristas)
- Newsies — Jeremy Jordan y Kara Lindsay (intérpretes); Frank Filipetti, Michael Kosarin, Alan Menken y Chris Montan (producción); Alan Menken (compositor); Jack Feldman (letrista)
- Nice Work If You Can Get It — Matthew Broderick y Kelli O'Hara (intérpretes); David Chase, Bill Elliott y Robert Sher (producción); George Gershwin (compositor); Ira Gershwin (letrista)

### Gospel
Mejor interpretación gospel/música cristiana contemporánea
- «10,000 Reasons (Bless The Lord)» — Matt Redman, del álbum 10,000 Reasons
- «My Testimony» — Marvin Sapp, del álbum I Win
- «Jesus, Friend Of Sinners» — Casting Crowns, del álbum Come To The Well
- «Take Me To The King» — Tamela Mann
- «Go Get It» — Mary Mary

Mejor canción gospel
- «Go Get It» — Mary Mary
- «Hold On» — James Fortune y FIYA, Monica & Fred Hammond
- «I Feel Good» — Fred Hammond
- «My Testimony» — Marvin Sapp, del álbum I Win
- «Released» — Bill Winston y Living Word con Donald Lawrence

Mejor canción de música cristiana contemporánea
- «10,000 Reasons (Bless The Lord)» — Matt Redman, del álbum 10,000 Reasons
- «Your Presence Is Heaven» — Israel & New Breed
- «When Mercy Found Me» — Rhett Walker Band, del álbum Come to the River
- «White Flag» — Passion y Chris Tomlin, del álbum White Flag
- «Jesus, Friend of Sinners» — Casting Crowns, del álbum Come to the Well

Mejor álbum gospel
- Gravity — Lecrae
- I Win — Worship Soul
- Worship Soul — Anita Wilson
- Identity — James Fortune y FIYA
- Jesus at the Center Live — Israel & New Breed

Mejor álbum de música cristiana contemporánea
- Eye on It — TobyMac
- Into The Light — Matthew West
- Come to the Well — Casting Crowns
- Where I Find You — Kari Jobe
- Gold — Britt Nicole

### Hablado
Mejor álbum hablado (incluye poesía, audiolibros y cuentacuentos)
- Society's Child: My Autobiography — Janis Ian
- American Grown (Michelle Obama) — Varios intérpretes, Scott Creswell y Dan Zitt (productores)
- Back to Work: Why We Need Smart Government for a Strong Economy — Bill Clinton
- Drift: The Unmooring of American Military Power — Rachel Maddow
- Seriously... I'm Kidding — Ellen DeGeneres

Mejor álbum de comedia
- Blow Your Pants Off — Jimmy Fallon
- Cho Dependent (Live In Concert) — Margaret Cho
- In God We Rust — Lewis Black
- Kathy Griffin: Seaman 1st Class — Kathy Griffin
- Mr. Universe — Jim Gaffigan
- Rize Of The Fenix — Tenacious D

### Histórico
Mejor álbum histórico
- The Smile Sessions (edición de lujo) — Alan Boyd, Mark Linett, Brian Wilson y Dennis Wolfe (productores), Mark Linett (masterización); The Beach Boys
- He Is My Story: The Sanctified Soul of Arizona Dranes — Josh Rosenthal (productor), Bryan Hoffa y Christopher King (masterización); Arizona Dranes
- Old-Time Smoky Mountain Music: 34 Historic Songs, Ballads, And Instrumentals Recorded In The Great Smoky Mountains By "Song Catcher" Joseph S. Hall — Kent Cave, Michael Montgomery y Ted Olson (productores), John Fleenor y Steve Kemp (masterización); varios intérpretes
- Opika Pende: Africa At 78 RPM — Steven Lance Ledbetter y Jonathan Ward (productores), Michael Graves (masterización); varios intérpretes
- Ram: Paul McCartney Archive Collection (Deluxe Edition) — Paul McCartney (productor), Simon Gibson, Guy Massey y Steve Rooke (masterización); Paul y Linda McCartney
- Woody At 100: The Woody Guthrie Centennial Collection — Jeff Place y Robert Santelli (productores), Pete Reiniger (masterización); Woody Guthrie

### Infantil
Mejor álbum para niños
- Can You Canoe? — The Okee Dokee Brothers
- High Dive and Other Things that Could Have Happened... — Bill Harley
- JumpinJazz Kids - A Swinging Jungle Tale - Featuring Al Jarreau, Hubert Laws And Dee Dee Bridgewater — James Murray y varios intérpretes
- Little Seed: Songs for Children by Woody Guthrie — Elizabeth Mitchell
- Radio Jungle — The Pop Ups

### Jazz
Mejor solista de jazz improvisado
- «Hot House» — Gary Burton y Chick Corea, del álbum Hot House
- «Alice in Wonderland» — Chick Corea, del álbum Further Explorations
- «J. Mac» — Kenny Garrett, del álbum Seeds From The Underground
- «Ode» — Brad Mehldau, del álbum Ode
- «Cross Roads» — Ravi Coltrane, del álbum Ravi Coltrane

Mejor álbum de jazz, conjunto grande
- Dear Diz (Every Day I Think Of You) — Arturo Sandoval
- Centennial: Newly Discovered Works Of Gil Evans — Gil Evans Project
- For the Moment — Bob Mintzer Big Band

Mejor álbum de jazz vocal
- Radio Music Society — Esperanza Spalding
- Soul Shadows — Denise Donatelli
- 1619 Broadway -The Brill Building Project — Kurt Elling
- Live — Al Jarreau (y The Metropole Orkest)
- The Book Of Chet — Luciana Souza

Mejor álbum de jazz instrumental
- Unity Band — Pat Metheny Unity Band
- Further Explorations — Chick Corea, Eddie Gomez y Paul Motian
- Hot House — Chick Corea y Gary Burton
- Seeds From The Underground — Kenny Garrett
- Blue Moon — Ahmad Jamal

Mejor álbum de jazz latino
- ¡Ritmo! — The Clare Fischer Latin Jazz Big Band
- Multiverse — Bobby Sanabria Big Band
- Duos III — Luciana Souza
- New Cuban Express — Manuel Valera New Cuban Express
- Flamenco Sketches — Chano Domínguez

### World

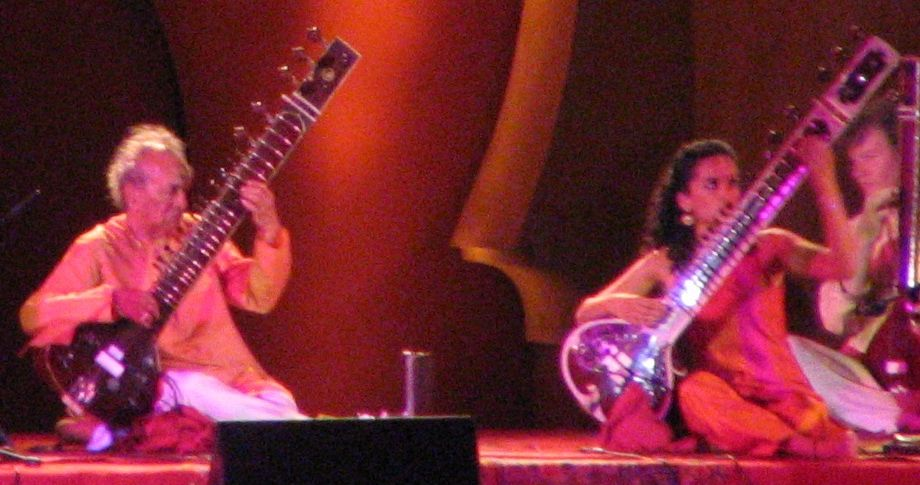
El citarista fallecido en diciembre de 2012, Ravi Shankar, recibió el Grammy al mejor álbum de world music, y compartió a su vez la categoría junto a su hija, Anoushka Shankar. En la imagen padre e hija tocando juntos en un festival en Marruecos en 2005.

### Latina
Mejor álbum de pop latino
- MTV Unplugged Deluxe Edition — Juanes
- Independiente — Ricardo Arjona
- Ilusión — Fonseca
- Kany Garcia — Kany Garcia
- ¿Con quién se queda el perro? — Jesse y Joy

Mejor álbum rock, urbano o alternativo latino
- Imaginaries — Quetzal
- Electro-Jarocho — Sistema Bomb
- La Bala — Ana Tijoux
- Campo — Campo
- Déjenme llorar — Carla Morrison

Mejor álbum de música regional mexicana (incluyendo tejano)
- Pecados y milagros — Lila Downs
- Sembrando flores — Los Cojolites
- 365 días — Los Tucanes de Tijuana
- Oye — Mariachi Divas De Cindy Shea
- El Primer Ministro — Gerardo Ortiz

Mejor álbum latino tropical
- Retro — Marlow Rosado y La Riqueña
- Formula, Vol. 1 — Romeo Santos
- Cubano soy — Raúl Lara y sus soneros
- Desde Nueva York a Puerto Rico — Eddie Montalvo

### New age
Mejor álbum de new age
- Echoes Of Love — Omar Akram
- Live Ananda — Krishna Das
- Bindu — Michael Brant DeMaria
- Deep Alpha — Steven Halpern
- Light Body — Peter Kater
- Troubadours on the Rhine — Loreena McKennitt